# 理忠女王
理忠女王（寬永18年8月22日（1641年9月26日）- 元祿2年8月26日（1689年10月9日））、江戶時代前期的尼僧。父為後水尾天皇。母為櫛笥隆子。幼名為柏宮。京都寶鏡寺第21世門跡。
1656年（明暦2年）入寶鏡寺出家、法諱為理忠、義山等稱號。1681年（天和元年）成為景愛寺的寺主且被准許紫衣、1689年（元禄2年）賜高徳院稱號。